# Squire Yarrow
Squire Stevens Yarrow (ur. 28 lipca 1905 w Hackney, zm. 11 kwietnia 1984 w Hove) – brytyjski lekkoatleta, długodystansowiec, wicemistrz Europy z 1938 z Paryża.
Zdobył srebrny medal w biegu maratońskim na mistrzostwach Europy w 1938 w Paryżu, za Väinö Muinonenem z Finlandii, a przed Henrym Palmé ze Szwecji. Wystąpił również na tym dystansie na mistrzostwach Europy w 1946 w Oslo, gdzie zajął 7. miejsce4.
Był mistrzem Wielkiej Brytanii (AAA) w maratonie w 1946 i wicemistrzem w tej konkurencji w 1939. Jego rekord życiowy w maratonie wynosił 2:37:50,0 (8 lipca 1939 w Londynie).
Później był działaczem lekkoatletycznym, dochodząc do funkcji prezesa Amateur Athletic Association w 1978.